# Humberto R. Maturana

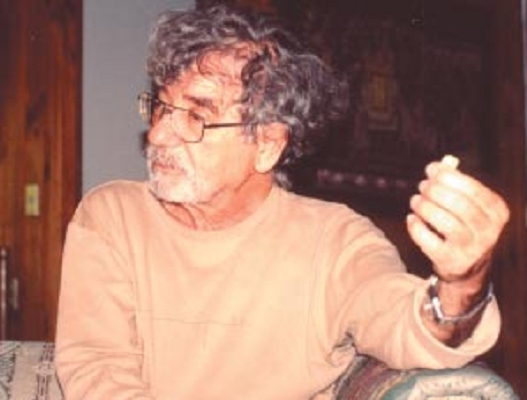
Humberto Maturana.

Humberto R. Maturana (Santiago (Chili) 14 september 1928 – aldaar, 6 mei 2021) was een Chileens bioloog wiens werk strekt van de filosofie tot de cognitieve wetenschap en de systeemtheorie. Hij is vooral bekend geworden dankzij zijn theorie over autopoiese die zich in alle levende wezens zou verbinden. 

## Biografie
Maturana volgde tot 1947 middelbaar onderwijs aan het Liceo Manuel de Salas waarna hij zich inschreef aan de grootste universiteit van Chili, de Universidad de Chile. Hij studeerde hier eerst medicijnen en vervolgens biologie. In 1954 kreeg hij van de Rockefeller-stichting een beurs voor een studie anatomie en neurofysiologie aan het UCL, waarna Maturana in 1958 aan de Harvard-universiteit de graad van Doctor of Philosophy behaalde.
Aan de Universidad de Chile werkte Maturana als neurowetenschapper. In 1994 ontving hij de Nationale Prijs voor Wetenschap in Chili voor zijn onderzoek naar perceptie en benaderingen van het begrip biologie. In 2000 richtte hij zijn eigen onderzoeksinstituut op , het Instituto de Formación Matriztica.

## Werk
De onderzoeksgebieden waarop Maturana's werk betrekking heeft, variëren van de filosofie en cognitieve wetenschap tot de systeemtherapie. Maturana wordt ook gezien als een van de grondleggers van het constructivisme en werd mede geïnspireerd door Jakob von Uexküll.  
Maturana was de mentor van Francisco Varela. Samen met hem ontwikkelde hij de autopoiese-theorie.

## Publicaties
- Lettvin, J. T., Maturana, H. R., McCulloch, W. S., Pitts, W. H. What the frog's eyes tells the frog's brain? Proc. Inst. Radio Engr. 47 (11): 1940- 1951, (1959).
- 1972 (with F.G. Varela). De máquinas y seres vivos. Santiago, Chile: Editorial Universitaria. English version: "Autopoiesis: the organization of the living," in Maturana, H. R., and Varela, F. G., 1980. Autopoiesis and Cognition. Dordrecht, Netherlands: Reidel.
- 1978, "Biology of language: The epistemology of reality," in Miller, George A., and Elizabeth Lenneberg (eds.), Psychology and Biology of Language and Thought: Essays in Honor of Eric Lenneberg. Academic Press: 27-63.
- 1980, "Man and society" in Benseler, Hejl, and Köck: 11-32.
- 1982. Erkennen: Die Organisation und Verkörperung von Wiklichkeit. Wiesbaden: Friedrich Vieweg & Sohn Braunschweig.
- 1987 (with F. J. Varela). The Tree of Knowledge: The Biological Roots of Human Understanding. Boston: Shambhala. ISBN 0-87773-373-2
  - Vertaald als: De boom der kennis. Hoe wij de wereld door onze eigen waarneming creëren. Uitgeverij Contact, 1988.
- (with F. J. Varela). Autopoiesis and Cognition: The Realization of the Living.
- 1988, "Ontology of Observing, The biological foundations of self-consciousness and the physical domain of existence," Conference Workbook: Texts in Cybernetics, American Society For Cybernetics Conference, Felton, CA. 18-23 October, 1988.
- 1988, "REALITY: The Search for Objectivity or the Quest for a Compelling Argument," The Irish Journal of Psychology 9: 25-82.
- 1991, "The origin of the theory of autopoietic systems," in Fischer, H. R. (ed.), Autopoiesis. Eine Theorie im Brennpunkt der Kritik. Frankfurt: Suhrkamp Verlag.
- 1993 (with G. Verden-Zöller), Liebe und Spiel, die vergessene Grundlage der Menschlichkeit. Carl Auer Verlag.
- 1996 (with G. Verden-Zöller), "Biology of love," in Opp, G., and F. Peterander, F. (eds.), Focus Heilpadagogik. München/Bazel: Ernst Reinhardt.
- 1997, "Metadesign, "
- 1999, "Autopoiesis, Structural Coupling and Cognition."
- 2000 (with J. Mpodozis). "The origin of species by means of natural drift," Revista Chilena de Historia Natural 73: 261-310.

### Secundaire literatuur
- Alexander Riegler en Pille Bunnell (uitg.) The Work of Humberto Maturana and Its Application Across the Sciences. Constructivist Foundations 6(3): 287-406, vrij beschikbaar